# Луб'янка (гміна)
Гміна Луб'янка (пол. Gmina Łubianka) — сільська гміна у північній Польщі. Належить до Торунського повіту Куявсько-Поморського воєводства.
Станом на 31 грудня 2011 у гміні проживало 6385 осіб.

## Площа
Згідно з даними за 2007 рік площа гміни становила 84.64 км², у тому числі:
- орні землі: 87.00%
- ліси: 5.00%

Таким чином, площа гміни становить 6.88% площі повіту.

## Населення
Станом на 31 грудня 2011:
| Опис     | Загалом | Загалом | Чоловіки | Чоловіки | Жінки | Жінки |
| -------- | ------- | ------- | -------- | -------- | ----- | ----- |
| одиниця  | осіб    | %       | осіб     | %        | осіб  | %     |
| все      | 6385    | 100     | 3201     | 50.13    | 3184  | 49.87 |
| міське   | 0       | 100     | 0        |          | 0     |       |
| сільське | 6385    | 100     | 3201     | 50.13    | 3184  | 49.87 |

## Сусідні гміни
Гміна Луб'янка межує з такими гмінами: Хелмжа, Лисоміце, Уніслав, Злавесь-Велька.